# Sericulus bakeri
Sericulus bakeri là một loài chim trong họ Ptilonorhynchidae.